# Bockhorn (Baviera)
Bockhorn è un comune tedesco di 3 447 abitanti, situato nel land della Baviera.